# Plan Alemán
Plan Alemán är en ort i Mexiko.   Den ligger i kommunen Santo Tomás Ocotepec och delstaten Oaxaca, i den sydöstra delen av landet, 300 km sydost om huvudstaden Mexico City. Plan Alemán ligger 2 488 meter över havet och antalet invånare är 418.
Terrängen runt Plan Alemán är kuperad åt nordost, men åt sydväst är den bergig. Terrängen runt Plan Alemán sluttar västerut. Runt Plan Alemán är det ganska tätbefolkat, med 75 invånare per kvadratkilometer. Närmaste större samhälle är Putla Villa de Guerrero, 19,7 km väster om Plan Alemán. I omgivningarna runt Plan Alemán växer i huvudsak blandskog.